# Patrono (storia romana)
Il patrono (in latino patronus, 'protettore', da pater, 'padre') era nella Roma antica un cittadino che si poneva in una relazione di protezione (patronatus o patrocinium) verso un'altra persona o un'istituzione. Corrispettivo femminile del patronus era la patrona.
La relazione di patronato assumeva diverse forme e nomi.

## Patrono e liberto
Il termine patronus era innanzitutto relativo al rapporto tra un cittadino e un suo schiavo: se questi era liberato (attraverso manumissio), era detto liberto e l'ex padrone diventava il suo patrono. Il liberto poteva chiamare in giudizio il proprio patrono solo con il permesso del pretore. Il patrono poteva vantare dei diritti sulla successione dei beni del liberto defunto e poteva ottenere l'annullamento di disposizioni da parte di quest'ultimo che avessero come obbiettivo il defraudarlo di tali diritti. L'insieme dei diritti vantati dal patrono sul liberto prendeva il nome di ius patronatus. Con la adsignatio liberti, il patrono poteva assegnare un proprio liberto ad uno dei suoi eredi. Il liberto, infine, non poteva sposare né la propria patrona né una sua figlia.

## Patronus clientis
Il termine patronus poteva riferirsi anche al rapporto di protezione vigente tra un patrizio e i suoi clientes (e si parlava, in quel caso, di patronus clientis). Il rapporto di clientela poneva in essere reciproci doveri: i clienti lavoravano per il patrono e questi, in cambio, offriva protezione, in particolare in questioni giudiziarie.
Dionigi di Alicarnasso fa risalire l'istituzione della relazione tra cliens e patronus a Romolo, che dopo aver suddiviso il popolo romano in patrizi e plebei, ne definì un rapporto gerarchico, attribuendo ai patrizi il patronato dei plebei. I patroni dovevano istruire i clientes sulle leggi della città, rappresentandoli in giudizio, sia quando vi fossero tratti come vittime che come accusati.

## Patronus municipii
Anche i municipi potevano porsi sotto la protezione di un personaggio influente, spesso un ex magistrato o un senatore, scelto (con la formula della adoptio patroni, più tardi chiamata cooptatio patroni) dal consiglio municipale. Tale forma di protezione era detta patronatus municipii o patronatus civitatis. La nomina era ricordata da una tavola di bronzo (tabula patronatus), prodotta in due copie, una per il municipio, l'altra per il patrono. Questo tipo di patronato era ereditario. Simile al patronatus municipii era il patronato di una colonia (patronatus coloniae).

## Patronus provinciae
Anche per le province era possibile adottare un protettore che intervenisse contro gli abusi dei funzionari. Di norma, il patronus provinciae apparteneva alla nobiltà e spesso discendeva dal conquistatore della provincia.